# كرة القبضة
كرة القبضة أو فيست بول (بالإنجليزية: Fistball)‏ هي رياضة من أصل أوروبي، تشبه رياضة كرة الطائرة حيث يحاول اللاعبين ضرب الكرة عبر الشبكة، يتكون كل فريق من 5 لاعبين.

## التاريخ
ذكر الأديب الألماني يوهان غوته مباراة كرة قبضة في مذكراته سنة 1786.